# Protosiris gigas
Protosiris gigas là một loài Hymenoptera trong họ Apidae. Loài này được Melo mô tả khoa học năm 2006.